# Chega Mais (revista eletrônica)
Chega Mais foi um programa de televisão, do tipo revista eletrônica matutina, produzido e exibido pelo SBT de 11 de março a 6 de dezembro de 2024, sendo apresentado por Márcia Dantas, Michelle Barros, Paulo Mathias e Regina Volpato.
A atração era voltada para as informações sobre prestação de serviços, além de apresentação de alguns quadros envolvendo moda, culinária, jardinagem, esportes e bem-estar. O público-alvo do programa era composto em sua maior parte por mulheres acima dos 35 anos.

## História

### Antecedentes
Anteriormente, o SBT já exibiu e produziu algumas revistas eletrônicas na programação, estando entre elas o Olha Você em 2008, apresentado por Claudete Troiano, Ellen Jabour, Alexandre Bacci, Francesco Tarallo, Roberta Peporine, Izabella Camargo, Eloy Nunes e Guilherme Arruda. O programa chegou a ser acusado de plágio por ter o mesmo formato do Hoje em Dia, da Record. A atração deixou a grade em 2009 devido aos baixos índices de audiência e por constantes crises nos bastidores, chegando a ser cogitado uma volta em 2010, que não aconteceu.
Em 2021, o SBT voltou a cogitar o lançamento de uma nova revista eletrônica, atendendo a uma demanda do mercado publicitário, chegando a gravar os pilotos da atração matinal. Em março, a emissora estreou o Vem pra Cá, com a apresentação de Patrícia Abravanel e Gabriel Cartolano. O programa teve a sua última edição inédita exibida no dia 31 de dezembro e deixou definitivamente a programação no dia 28 de janeiro de 2022 por conta dos baixos índices e das inúmeras mudanças de horário.

### Produção
Em março de 2023, chegou a circular a informação de que o SBT estudava relançar o Vem pra Cá apostando em um novo formato, atendendo a um pedido do mercado. Tal informação não chegou a ser concretizada e nem confirmada pela emissora. No dia 11 de setembro, o Primeiro Impacto sofreu uma reformulação, agora sendo dividido em dois blocos e com a "segunda edição" apostando em uma pegada de revista eletrônica diária e com notícias leves, já que o telejornal ocupava toda a programação matinal com a extinção do Bom Dia & Companhia em 2022.
Em 26 de outubro de 2023, o SBT anunciou a contratação definitiva de Michelle Barros após a sua apresentação no SBT Folia no mesmo ano, que havia marcado o seu primeiro trabalho fora da TV Globo após oito anos na emissora carioca. Com a sua admissão, circulou o primeiro rumor da criação de um novo programa matinal. Em 1.° de novembro do mesmo ano, foi anunciado o retorno de Regina Volpato á emissora após uma passagem de cinco anos na TV Gazeta. Volpato comandou entre os anos de 2004 e 2009 o Casos de Família e deixou o programa e o canal após não concordar com a mudança de formato deste. Em 1.° de dezembro, durante a festa de final de ano do canal no Circo do Tiru, foi apresentado para a imprensa a programação 2024 do SBT, confirmando a recriação de uma revista eletrônica matinal, assim como Michele e Volpato foram confirmadas como as apresentadoras titulares da nova atração. No dia 13, foi revelado que o novo programa se chamaria Chega Mais.
A emissora também demonstrou interesse em ter um apresentador no programa para compor um trio na atração, realizando testes com alguns nomes do próprio elenco, da TV Jangadeiro e até mesmo da TV Jovem Pan News como Darlisson Dutra, Daniel Adjuto, Luís Ricardo, Bosco Barroso e Paulo Mathias, com o último sendo aprovado e confirmado no programa. Em 20 de fevereiro de 2024, a emissora contratou o humorista Warley Santana para compor a equipe na faixa de entretenimento.
Chega Mais também foi o título de uma telenovela das sete exibida pela TV Globo em 1980, estando disponível no projeto Fragmentos, do Globoplay e de um programa de auditório exibido na RedeTV! entre os anos de 2015 e 2016, apresentado por Adriano Dória, Matheus Mazzafera e Renata Kuerten.

### Estreia e mudanças
O programa estreou no dia 11 de março de 2024. Até então dirigido apenas por Carlos Aleixo, em 4 de abril de 2024, o programa passou a ser dirigido também por Marcelo Kestenbaum, que era o diretor do Circo do Tiru, conciliando seus trabalhos com o Bake Off Brasil: Mão na Massa. A entrada de Marcelo foi um pedido pessoal de Aleixo.
No dia 26 de abril, devido aos baixos índices de audiência com as mudanças de pauta do programa e para diminuir a crise dos bastidores, Carlos Aleixo e Marcelo Kestenbaum são substituídos por Ariel Jacobowitz, que dirige o programa Eliana até o mês de junho, uma vez que a titular deixaria o SBT nesse período após rescindir o contrato com a emissora.
Em 2 de julho, foi anunciado que o programa seria desmembrado em duas partes, com a primeira sendo exibida das 9h30 às 11h15 mantendo o formato original e com a apresentação apenas de Paulo Mathias e Regina Volpato, enquanto que a segunda é exibida das 11h15 às 13h30 nas praças sem programação local. Essa faixa recebeu o título de Chega Mais Notícias, tendo a apresentação apenas de Michelle Barros, apostando em temas como prestação de serviços e notícias do Brasil e do mundo. O novo formato estreia em 19 de agosto, dia em que o SBT completa 43 anos no ar.
Em 19 de setembro de 2024, o jornalista Daniel Castro noticiou que 16 profissionais foram demitidos do programa devido aos problemas de audiência, entre eles, Ariel Jacobwitz, então diretor da atração. Em 14 de outubro, o colunista do Portal Leo Dias, Flávio Ricco, anunciou que o programa seria extinto no começo de 2025 devido aos baixos índices, sendo substituído pelo Vem pra Cá, que seria relançado no formato original, migrando toda a equipe (exceto Michelle Barros e Regina Volpato, no caso da última, a mesma decidiu não renovar o contrato com o SBT) para a nova atração. No dia 16, José Donizete Peixinho, editor-chefe do bloco Chega Mais Notícias, é demitido da emissora.
Em 14 de novembro, foram anunciadas novas mudanças no programa, que passou a iniciar às 9h a partir do dia 18, com a primeira parte encerrando às 11h, enquanto que a faixa local, reservada para o espaço jornalístico, passou a ser exibida de 11h às 13h30. Paralelo as mudanças, Michelle Barros deixa o comando do Chega Mais Notícias e é substituída por Márcia Dantas, enquanto que Barros volta a se dedicar exclusivamente à faixa nacional.

### Cancelamento
Em 5 de dezembro de 2024, o SBT decide decretar o fim da atração e do bloco jornalístico, exibindo a última edição no dia seguinte (6), sendo ocasionado por novas mudanças na programação, além dos baixos índices de audiência e faturamento aquém do esperado. O espaço do programa foi ocupado pelo Primeiro Impacto, que volta a tomar as manhãs do SBT e a equipe sendo movida para outros programas, com exceção de Regina Volpato e Michelle Barros, que deixam a emissora, enquanto que Márcia Dantas retorna ao comando do policialesco citado e Paulo Mathias é movido ao setor de jornalismo. Porém, Mathias teve o contrato rescindido com a emissora dias depois do final do programa.

## Repercussão

### Audiência
Em sua estreia, registrou 2,6 pontos, oscilando entre o terceiro e o quarto lugar por toda a sua exibição, chegando ao pico máximo de 3,4 pontos em seu minuto final, às 13h30. O programa, no entanto, não alterou o público da faixa. Sua quinta edição, exibida em 15 de março de 2024, conquistou pela primeira vez a vice-liderança no confronto direto contra o Fala Brasil, registrando 3,2 pontos contra 2,9 da principal concorrente. Na média completa, no entanto, fechou em terceiro, mas repetindo a mesma marca do segundo dia com 2,5 pontos e dessa vez, abrindo vantagem contra o Jogo Aberto e Os Donos da Bola, que costumavam vencer o matinal no horário do meio dia.
Completando um mês no ar no dia 11 de abril de 2024, a atração derrubou em 24% os índices da faixa matinal, registrando uma parcial de 2,2 pontos ante 2,9 do que registrava antes com o Primeiro Impacto. Além disso, o programa começou a registrar frequentemente médias na casa de 1 ponto, se aproximando do traço absoluto e sendo superado pelos esportivos da Band.
Em 11 de setembro, completando cinco meses no ar, a coluna de Gabriel Vaquer, no F5, da Folha de S.Paulo, destacou que o "Chega Mais" do SBT alcançou um recorde de audiência e faturamento. Exibido nas manhãs, o programa, apresentado por Regina Volpato, Michelle Barros e Paulo Mathias, teve um crescimento de 12% em comparação ao mês anterior, fechando agosto com uma média de 2,3 pontos na Grande São Paulo. O "Chega Mais" impactou 30 milhões de pessoas no Brasil e bateu recorde comercial em agosto.
Com a baixa audiência, chegando a acumular inúmeras derrotas para a Band, começou a surgir especulações na imprensa sobre o seu fim, o que foi negado inicialmente pelo SBT, apesar do anúncio da sua possível substituição pelo Vem pra Cá.

### Público e crítica especializada
Logo em seu primeiro dia, a atração sofreu algumas críticas, principalmente por repercutir algumas notícias de teor violento já abordada nos telejornais SBT News na TV e Primeiro Impacto, quebrando a proposta de ser um programa leve e descontraído. Já outra parte comparou o formato com outros matinais, sendo eles o Encontro com Patrícia Poeta, Mais Você e o Hoje em Dia, aparentando que tal programa não seria uma grande novidade na TV aberta.  A apresentadora Michelle Barros chegou a ser vitima de ataques nas redes sociais, sendo acusada de não deixar os seus colegas e os convidados falarem e por usar roupas "extravagantes demais". Apesar de responder alguns comentários maldosos, Michelle acabou se sentindo abalada e logo teve apoio da equipe do programa, principalmente de Regina Volpato e do próprio SBT, que ofereceu assistência psicológica e jurídica.
O colunista do portal NaTelinha, Sandro Nascimento, destacou que o programa segue o mesmo padrão do extinto Vem pra Cá e que a longa duração acabou sendo um dos principais problemas, já que a atração pode acabar ficando cansativa em algum momento. Além disso, pontou que o programa pode se consolidar com o tempo, mas que precisa de alguns ajustes e um deles é na falta de função de Paulo Mathias.

## Anunciantes
Entre os anunciantes do programa, estavam a Cacau Show, Café Pilão, Havan, Bombril, Viva a Sorte, Sky, Aurora, Takeda, Universidade Saúde, Ultrafarma e Detran.